# Харбин
Харби́н (кит. трад. 哈爾濱, упр. 哈尔滨, пиньинь Hā'ěrbīn, палл. Хаэрбинь, маньчж. ᡥᠠᡵᠪᡳᠨ) — город субпровинциального значения в северо-восточном Китае, место пребывания властей провинции Хэйлунцзян.
Основан русскими поселенцами в 1898 году как станция на строившейся тогда КВЖД. В настоящее время в Харбине, включая пригороды и сельскую местность, проживают более 10 миллионов человек.
Рельеф равнинный на западе и гористый на востоке. Климат умеренный муссонный. Характерны лесостепи и горные леса на плодородных чёрных и бурых почвах. Является житницей страны.
Экономический центр провинции Хэйлунцзян. Ведущий китайский производитель вертолётов. В 2016 году занял 23 место среди городов Китая по ВВП (610 млрд юаней).
Важный транспортный узел. Располагает международным аэропортом, высокоскоростными железными и скоростными автомобильными дорогами, а также речным портом.
Активно развивается туризм. Проводятся международные выставки и зимний фестиваль ледяных скульптур. В последние годы построены: Харбинский оперный театр, Усадьба «Волга», крытый горнолыжный комплекс «Harbin Wanda City» и аквапарк «Королевство Посейдона».

## Названия
Е. М. Поспелов, замечая, что на месте будущего города было рыбацкое поселение, переводит слово «Харбин» с маньчжурского языка как «переправа через реку».
В шестом издании китайского энциклопедического словаря Цыхай отмечается, что в переводе с маньчжурского языка слово «Харбин» означает «место сушки рыбацких сетей».
У Харбина есть несколько образных неофициальных названий, в том числе «город льда» (кит. упр. 冰城) и «восточная Москва» (кит. упр. 东方莫斯科).

## География

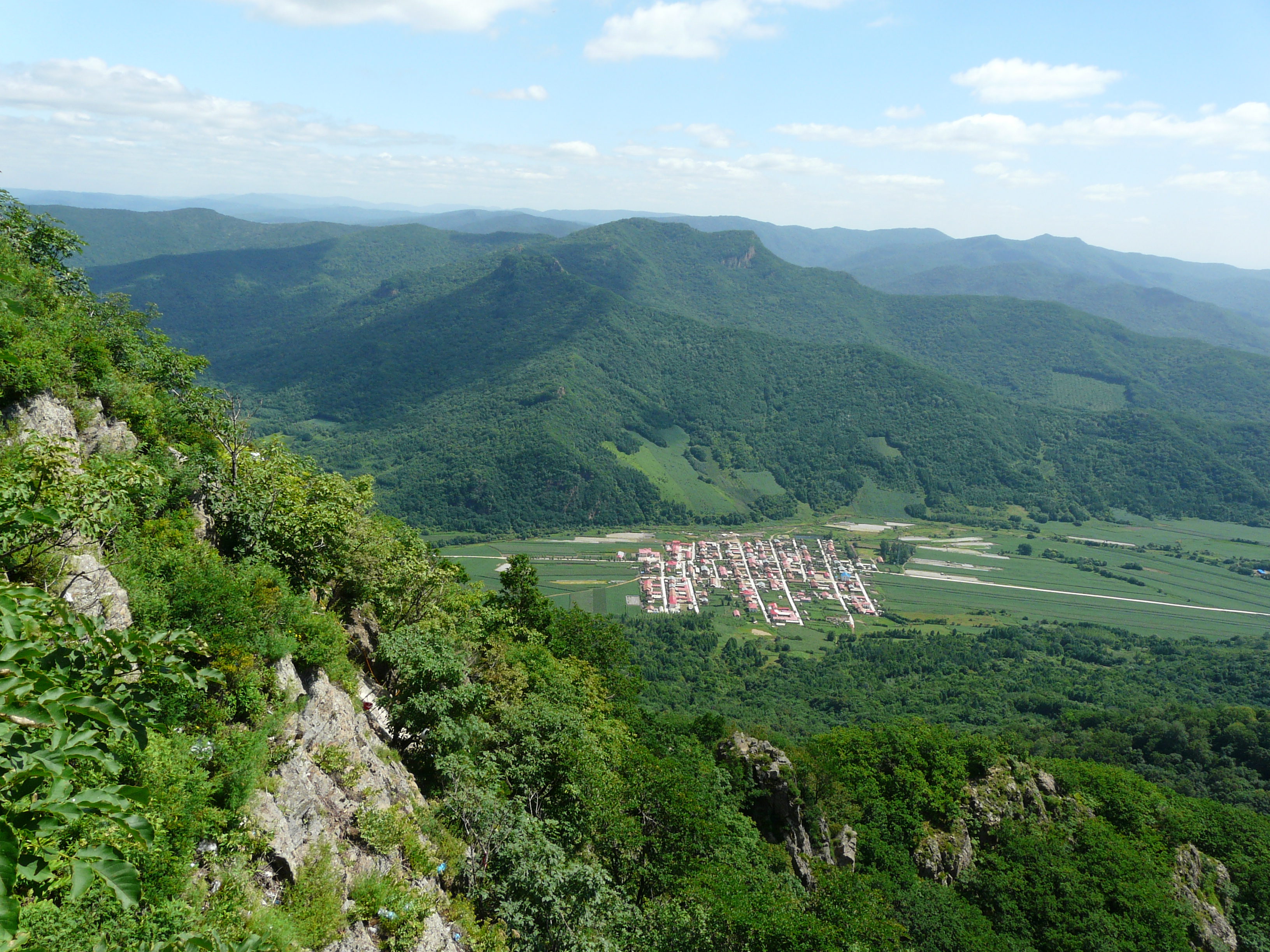
Уезд Шанчжи на юго-востоке Харбина

Харбин расположен на юге провинции Хэйлунцзян, между 125°42' — 130°10' восточной долготы и 44°04' — 46°40' северной широты. Площадь всего городского округа равняется 53100 км², что сопоставимо с площадью Самарской области.
Городской округ занимает территорию от восточной окраины равнины Сунляо до отрогов Маньчжуро-Корейских гор и Малого Хингана. Высота гор небольшая и средняя (до 1696 м). Сам город стоит на речных террасах.
Найдены 63 вида полезных ископаемых, включая вольфрам, медь, уголь и мрамор. Наибольшие запасы имеют: плавиковый шпат, пирит и мышьяк.
Непосредственно через центр Харбина протекает судоходная река Сунгари, являющаяся притоком Амура. По востоку округа
несёт свои воды река Мудань.

### Климат
Климат Харбина — умеренный муссонный (атмосферная циркуляция), его континентальность высокая (годовая амплитуда температуры / широта). Зима в городе по суровости соответствует югу Сибири, так как воздух в это время поступает именно из Сибири. В сельских уездах Харбина отмечались морозы ниже −40 °С. Второй самый холодный месяц — декабрь, а не февраль. Причиной этому является южное расположение Харбина: наиболее слабым солнечное излучение бывает в декабре, когда происходит зимнее солнцестояние. Сухой континентальный воздух за счёт сильного дневного прогрева делает февраль более тёплым месяцем, чем декабрь (несмотря на почти одинаковые средние минимумы). Харбинская зима маловетреная и малоснежная.
Весна и осень короткие (25 марта — 15 мая, 17 сентября — 2 ноября), снег начинает выпадать в октябре, а заканчивает в апреле. Преобладают холодные воздушные массы из Сибири и более прогретые из Монголии и северного Китая. Морской воздух пробивается редко, поэтому часты засухи.
Лето жаркое и влажное. Длительность и выраженность сезона дождей в разные годы разная. Муссоны дуют с Тихого океана, точнее, из гавайского и охотского антициклонов в азиатскую депрессию. Они приносят тропический и умеренный морской воздух. Континентальный воздух из Азии гостит реже. Ночных заморозков нет в среднем 5 месяцев. Урожайный период в округе более короткий, чем в субтропических районах страны. Из-за приятно прохладных, по сравнению с жарким южным Китаем, летних температур Харбин является излюбленным местом для конференций.
| Показатель                    | Янв.  | Фев.  | Март | Апр.  | Май  | Июнь | Июль | Авг. | Сен. | Окт.  | Нояб. | Дек.  | Год   |
| ----------------------------- | ----- | ----- | ---- | ----- | ---- | ---- | ---- | ---- | ---- | ----- | ----- | ----- | ----- |
| Абсолютный максимум, °C       | 4,2   | 11,0  | 22,6 | 32,5  | 36,2 | 39,2 | 36,5 | 35,8 | 31,4 | 26,6  | 17,6  | 8,5   | 39,2  |
| Средний суточный максимум, °C | −11,9 | −6,3  | 2,7  | 13,8  | 21,3 | 26,4 | 27,8 | 26,5 | 21,1 | 12,2  | −0,2  | −9,2  | 10,4  |
| Средняя температура, °C       | −17,4 | −12,2 | −2,8 | 7,8   | 15,2 | 20,9 | 23,1 | 21,6 | 15,2 | 6,4   | −4,9  | −14,2 | 4,9   |
| Средний суточный минимум, °C  | −23,1 | −18,7 | −8,8 | 1,1   | 8,4  | 15,0 | 18,3 | 16,7 | 8,9  | 0,6   | −9,6  | −19,1 | −0,9  |
| Абсолютный минимум, °C        | −38,1 | −37,3 | −29  | −12,8 | −3,8 | 4,6  | 9,5  | 5,5  | −4,8 | −16,2 | −26,5 | −35,7 | −38,1 |
| Норма осадков, мм             | 4     | 5     | 12   | 20    | 39   | 95   | 151  | 126  | 57   | 24    | 13    | 7     | 552   |
| Источник:                     |       |       |      |       |      |      |      |      |      |       |       |       |       |

| Солнечное сияние, часов за месяц. | Солнечное сияние, часов за месяц. | Солнечное сияние, часов за месяц. | Солнечное сияние, часов за месяц. | Солнечное сияние, часов за месяц. | Солнечное сияние, часов за месяц. | Солнечное сияние, часов за месяц. | Солнечное сияние, часов за месяц. | Солнечное сияние, часов за месяц. | Солнечное сияние, часов за месяц. | Солнечное сияние, часов за месяц. | Солнечное сияние, часов за месяц. | Солнечное сияние, часов за месяц. | Солнечное сияние, часов за месяц. |
| Месяц                             | Янв                               | Фев                               | Мар                               | Апр                               | Май                               | Июн                               | Июл                               | Авг                               | Сен                               | Окт                               | Ноя                               | Дек                               | Год                               |
| Солнечное сияние, ч               | 189                               | 206                               | 254                               | 249                               | 282                               | 291                               | 267                               | 270                               | 249                               | 229                               | 189                               | 171                               | 2846                              |
| --------------------------------- | --------------------------------- | --------------------------------- | --------------------------------- | --------------------------------- | --------------------------------- | --------------------------------- | --------------------------------- | --------------------------------- | --------------------------------- | --------------------------------- | --------------------------------- | --------------------------------- | --------------------------------- |

### Почвы
На равнинах округа распространены плодородные чёрные почвы, которые делятся на настоящие чернозёмы и лугово-чернозёмновидные почвы, последние простираются до юга Амурской области. Вдоль рек вытянуты гидроморфные луговые почвы. Под горными широколиственными и смешанными лесами лежат бурозёмы. Они тоже плодородны, но не так богаты гумусом, как чернозёмы.

### Растительность
Запад харбинского округа относится к лесостепям и лугам, правда не все китайские авторы выделяют переходные лесостепи. Когда-то здесь цвели пионы, ирисы и лилии. Росли дуб, чёрная берёза, лещина и леспедеца. В водоёмах до сих пор встречаются лотосы. Теперь эта часть округа распахана и включена в основной район Китая по выращиванию кукурузы, сои и сахарной свеклы. Харбин называют китайской «столицей высококачественного риса», которого собрали 5,2 млн тонн в 2016 г.. Ещё выращивают пшеницу и картофель.

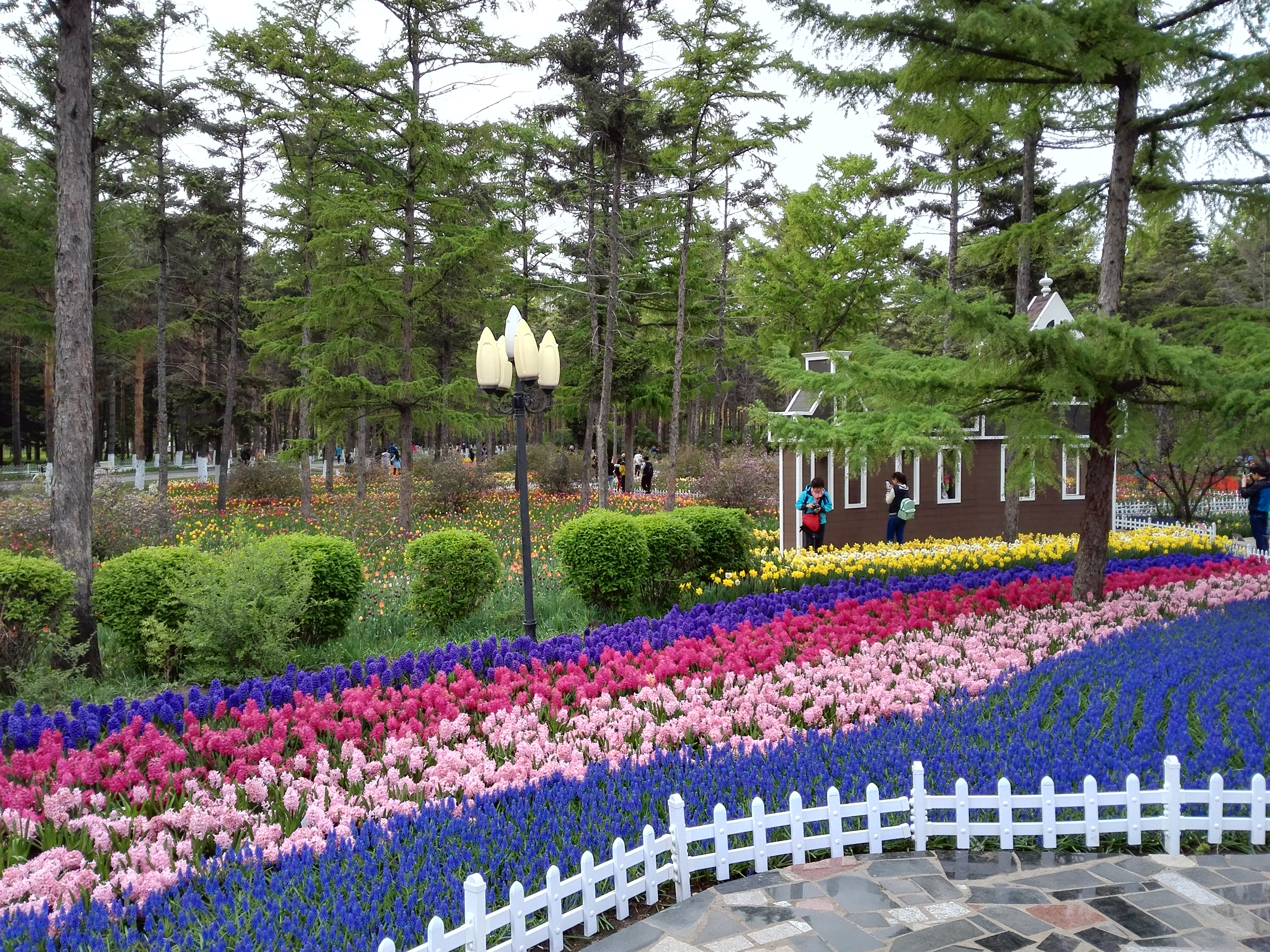
Ботанический сад Харбина

Горы на востоке округа покрыты широколиственными, смешанными и хвойными лесами, а также лесопосадками из лиственницы Гмелина, сосен обыкновенной и густоцветковой. В естественных лесах преобладает дуб монгольский при участии елей, пихты, лип, берёз и разных клёнов. В распадках встречаются ясень маньчжурский, вяз японский, бархат амурский и тополя, на склонах — аралия высокая. Родными для Харбина плодовыми растениями являются кедр корейский, орех маньчжурский, груша уссурийская, абрикос маньчжурский, вишня японская (Prunus japonica), актинидия, виноград амурский, лимонник китайский и ежовик.
В городском озеленении половина древесной флоры приходится на тополя и ивы. Дополнительно используются ель корейская, сосны, можжевельник, вяз приземистый, миндаль трёхлопастный, сирень широколистная, Rosa xanthina и некоторые из вышеперечисленных лесных растений. Харбин славится своим топиарным искусством. В пригороде находится живописный цветочный парк «Provence Lavender Manor».

## История
В XII веке в этих местах размещалась первая столица чжурчжэньского государства Цзинь — город Хуэйнинфу.

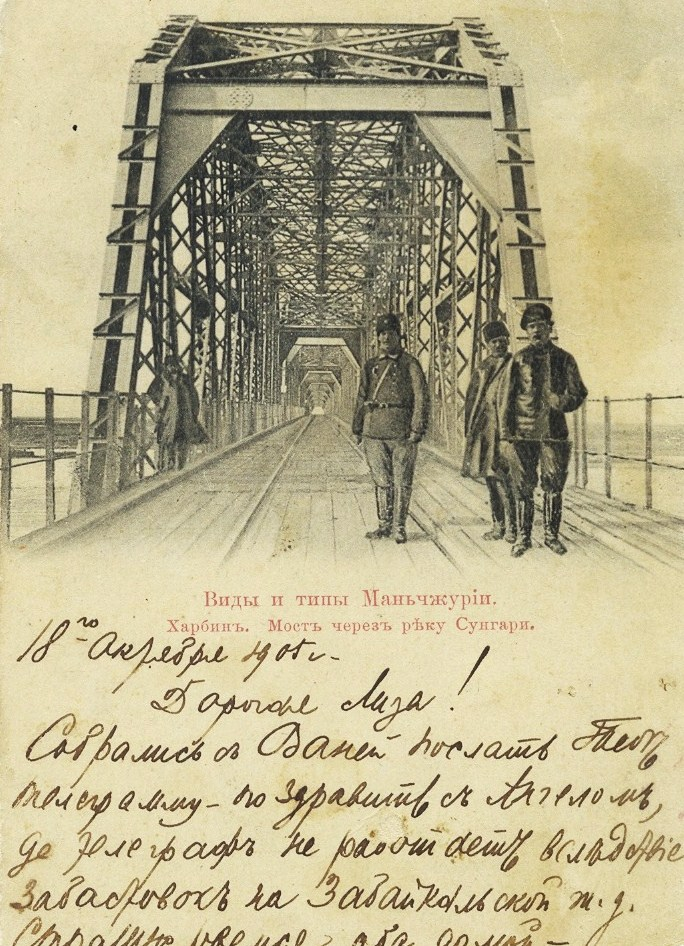
Харбин, мост через реку Сунгари, виден военнослужащий Заамурского округа (открытка начала двадцатого века).

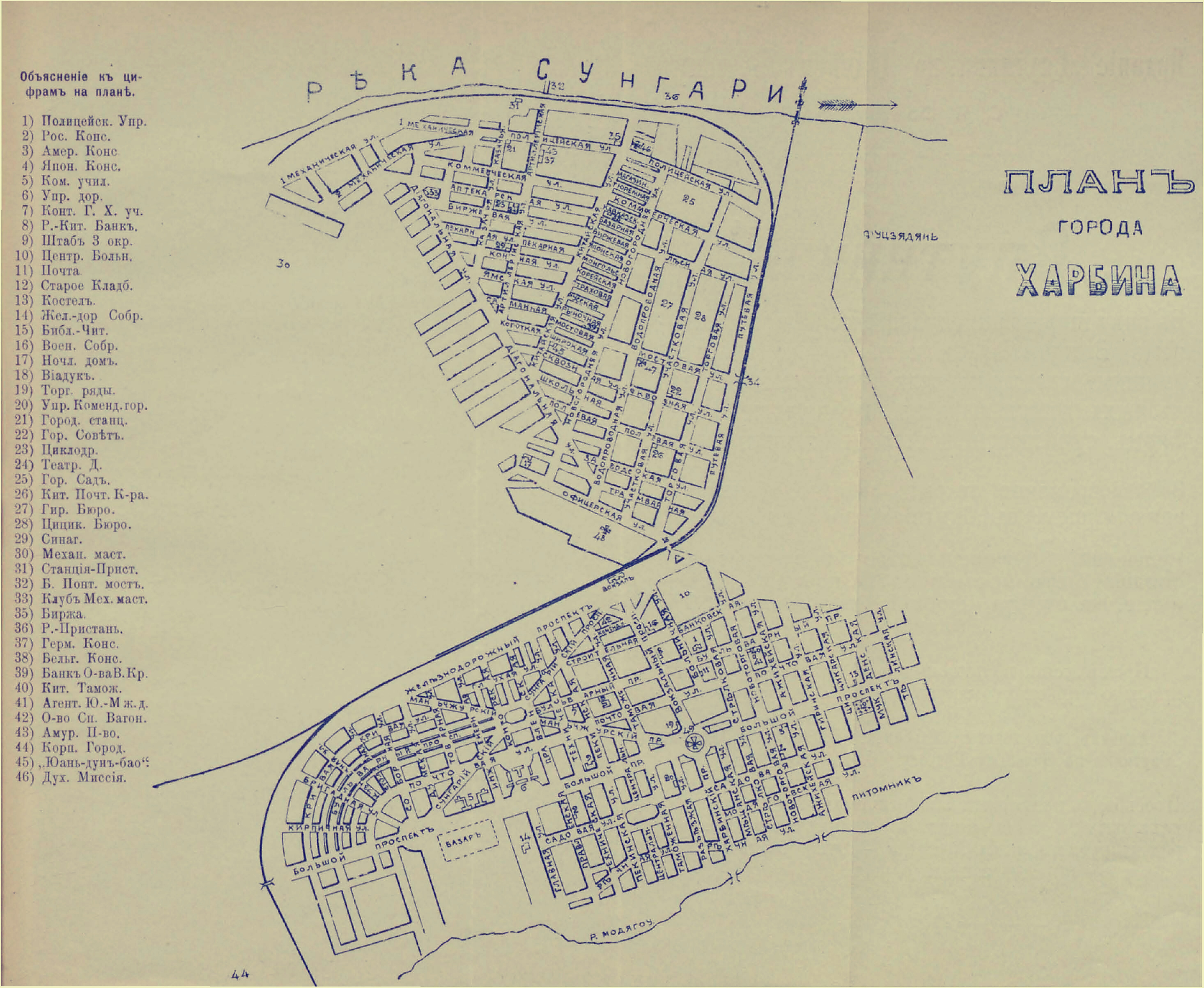
План города Харбина, 1911 год.

Китайский план города Харбина, 1919 год

Город, изначально посад, был основан русскими строителями в 1898 году как железнодорожная станция Трансманьчжурской магистрали, из-за чего наиболее старые районы Харбина до сегодняшнего дня отмечены преобладанием архитектуры, типичной для Сибири. Одним из основателей города был Николай Сергеевич Свиягин, руководивший строительством КВЖД (умер после революции, похоронен в Харбине). В 1900 году город выдержал осаду ихэтуаней. В 1901 году являлся штаб-квартирой Заамурского пограничного округа Отдельного корпуса пограничной стражи Министерства финансов, созданного на базе Охранной стражи КВЖД. Наряду с китайской в городе была русская администрация и полиция.
В 1910—1911 годах город пережил эпидемию чумы, борьба с которой затруднялась наличием двух администраций и отсталостью китайских законов. К 1917 году число жителей Харбина перевалило за 100 тысяч. Из них русских насчитывалось более 40 тысяч.
После получения известий о свержении монархии, охваченное революционным брожением русское население Харбина, сформировало Советы, для замены ими бывших царских органов управления. В начале сентября 1917 года большевик М. Н. Рютин был избран председателем объединённого Харбинского Совета рабочих и солдатских депутатов. 26 октября 1917 года в Харбин пришли известия об Октябрьской революции и в городе прошла массовая демонстрация с призывом «Вся власть Советам!». Советское правительство назначило Комиссаром полосы отчуждения КВЖД А. Н. Луцкого, члена Харбинского Совета с ноября 1917 года. Но в декабре 1917 года по просьбе управляющего КВЖД Д. Л. Хорвата в Харбин вступили китайские войска и разгромили Харбинский совет.
После поражения в Гражданской войне многие белогвардейцы бежали в Харбин и внесли большой вклад в его развитие. В результате к 1924 году в городе насчитывалось около ста тысяч русских эмигрантов. Как писал архиепископ Нафанаил (Львов): «Харбин был исключительным явлением в то время. Построенный русскими на китайской территории, он оставался типичным русским провинциальным городом в течение ещё 25 лет после революции. В Харбине было 26 православных церквей, из них 22 настоящих храма, целая сеть средне-учебных школ и 6 Высших учебных заведений. Милостью Божией Харбин на четверть века продолжил нормальную дореволюционную русскую жизнь».
В 1920 году китайскими властями были ликвидированы экстерриториальные права подданных Российской империи на территории Китая. Бывшая полоса отчуждения КВЖД была преобразована в Особый район Восточных провинций, и Харбин стал местом пребывания администрации его главноначальствующего. 1 сентября 1926 года в составе Особого района Восточных провинций была образована отдельная административная единица — «Особый город Харбин».
26 мая 1931 года в Харбине на 1-м съезде русских фашистов была образована Российская фашистская партия во главе с К. В. Родзаевским. В 1932 году город был оккупирован Японской императорской армией и вошёл в состав марионеточного государства Маньчжоу-го. 1 июля 1933 года Особый город Харбин был выведен из состава Особого района Восточных провинций и был объединён с городом Биньцзян провинции Гирин и городом Сунпу провинции Хэйлунцзян в новую административную единицу — «Особый город Харбин», подчинённый напрямую правительству Маньчжоу-го.
В 1935 году СССР продал долю собственности КВЖД Маньчжоу-го, после чего отток русских из Харбина существенно увеличился.
В ходе советско-японской войны 19 августа 1945 года Харбин был занят советским воздушным десантом (9-я воздушная армия 1-го Дальневосточного фронта) и моряками Амурской военной флотилии 2-го Дальневосточного фронта, а 20 августа в город вступили соединения 15-й армии 2-го Дальневосточного фронта. Освобождённый от японских оккупантов город перешёл под контроль советской военной администрации.
После вывода советских войск с территории Маньчжурии 28 апреля 1946 года управление городом перешло к новообразованной народно-демократической администрации, контролируемой китайскими коммунистами. Харбин с его 700-тысячным населением и развитой промышленностью стал в то время крупнейшим из городов, находящихся под контролем КПК; во время Гражданской войны 1946—1949 гг. он был центром Маньчжурской революционной базы, сыгравшей в победе коммунистов важнейшую роль.
В 1945—1953 годы Харбин являлся административным центром провинции Сунцзян, а с 1954 года стал центром провинции Хэйлунцзян.
В 1924—1962 годах в Харбине действовало Генеральное консульство СССР. В период существования Маньчжоу-го генеральным консулом СССР длительное время был Михаил Славуцкий.
После основания Китайской Народной Республики роль Харбина как центра тяжёлой промышленности расширилась. В него были переселены многочисленные выходцы из южного Китая. В настоящее время Харбин стал одним из главных перевалочных пунктов в торговле с Россией, чему обязан своим нынешним бурным ростом.

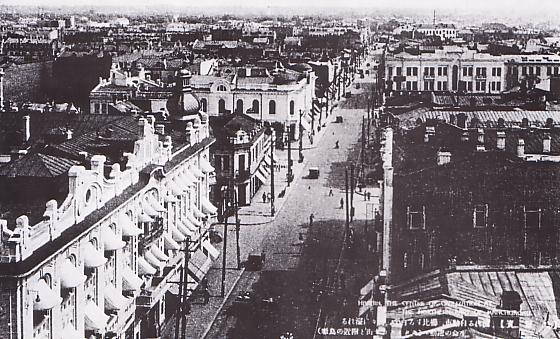
Китайская улица. 1940-е.
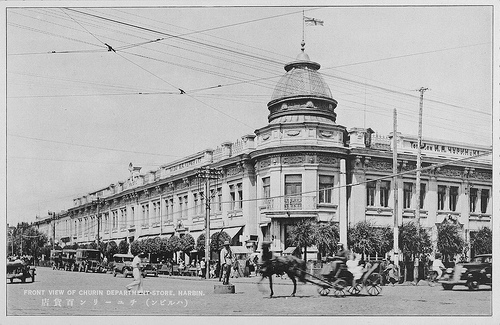
Торговый дом «Чурин и Ко»
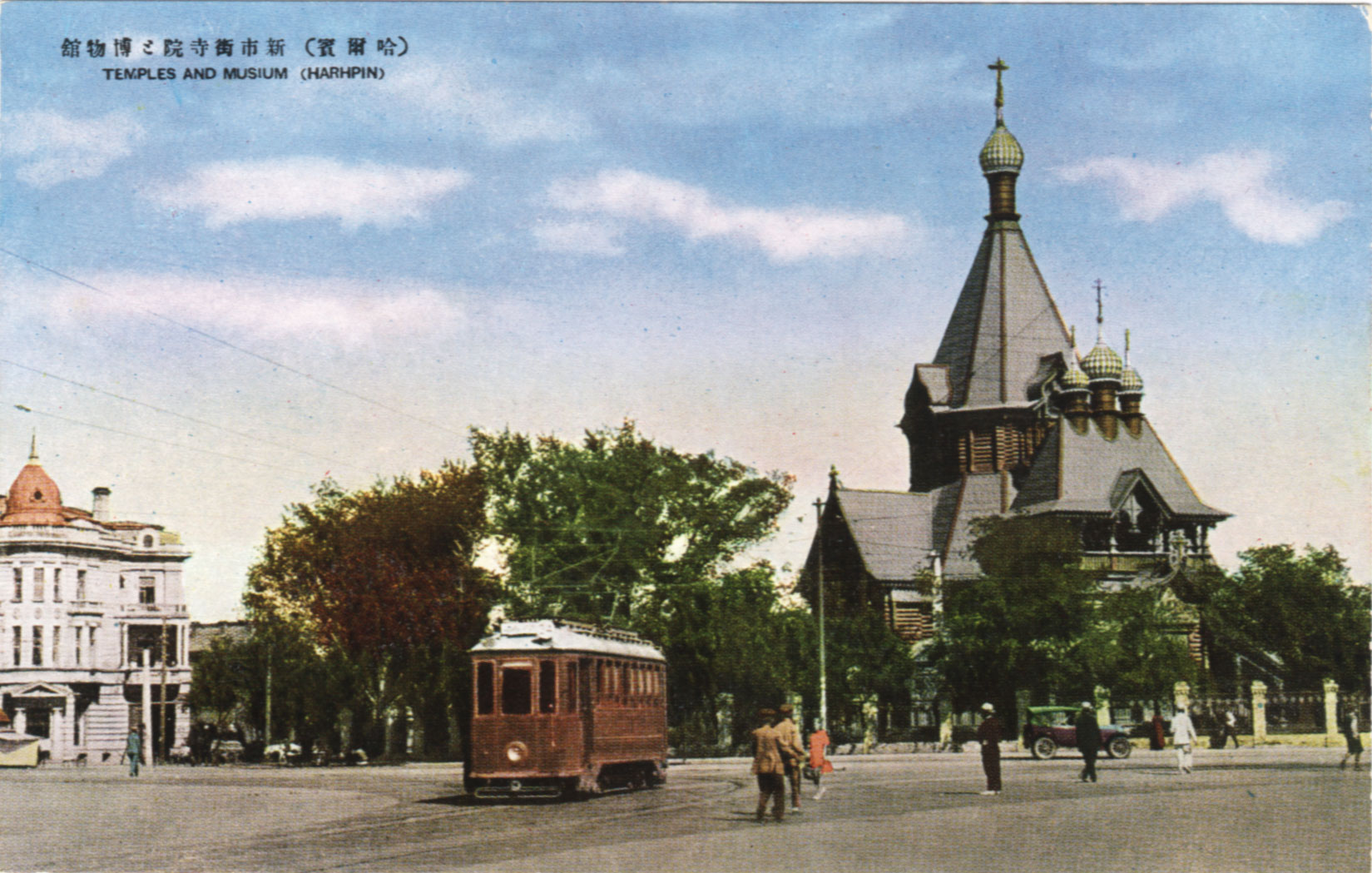
Церковь Святого Николая в Харбине
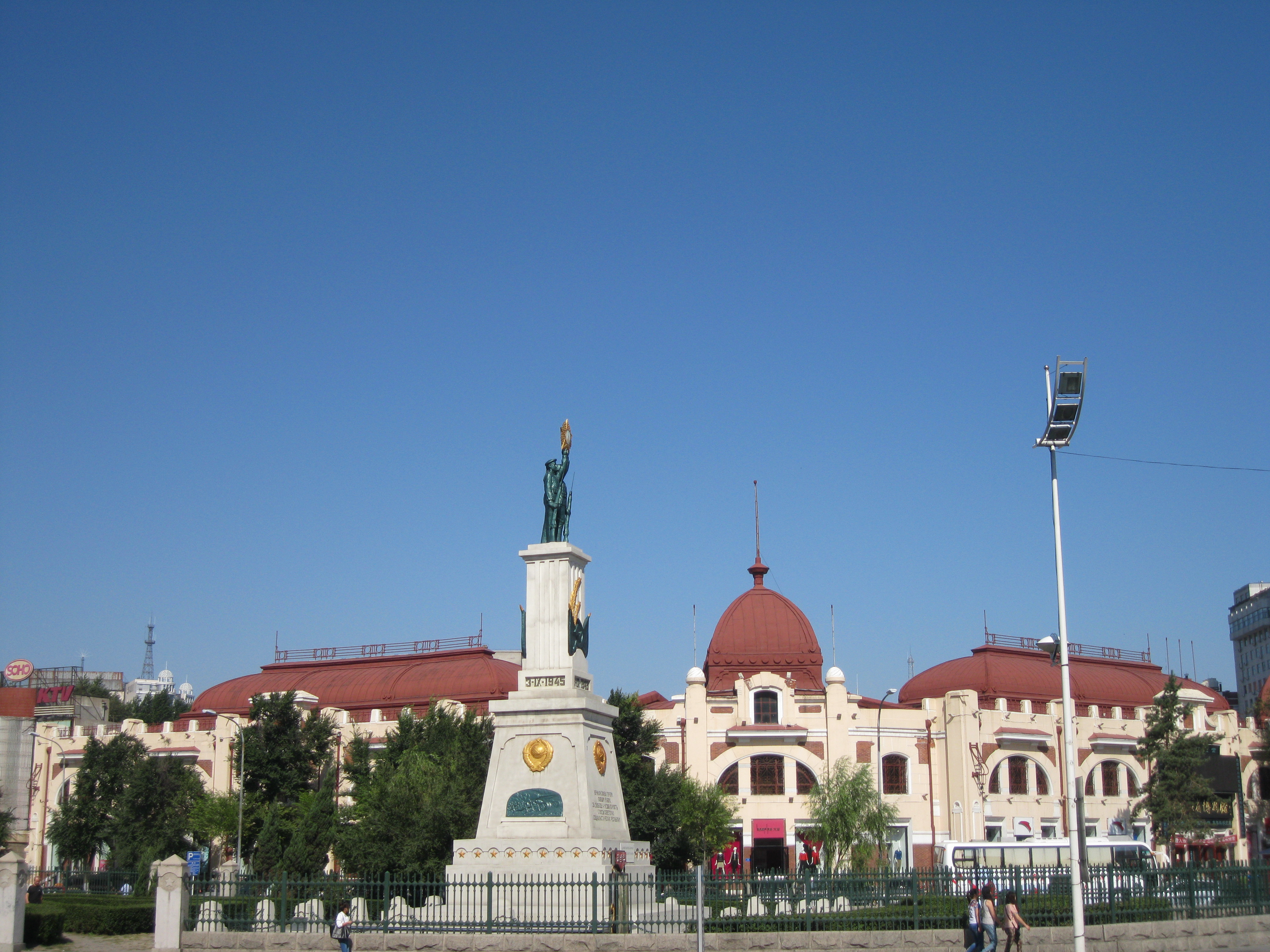
Памятник советским солдатам

## Население
- 100 000 (1898)
- 171 513 (1905)
- 229 179 (1913)
- 313 319 (1915)
- 336 717 (1917)
- 430 261 (1920)
- 501 483 (1926)
- 597 262 (1931)
- 630 151 (1939)
- 719 993 (1944)
- 1 000 016 (1951)
- 1 224 656 (1957)
- 1 719 917 (1960)
- 5 192 746 (1975)
- 10 000 000 (2001)
- 10 635 971 (2010)

Население всего харбинского городского округа составляет 10 635 971 человек. В самом городе живут 5 878 939 человек (2018 г.).

## Религия

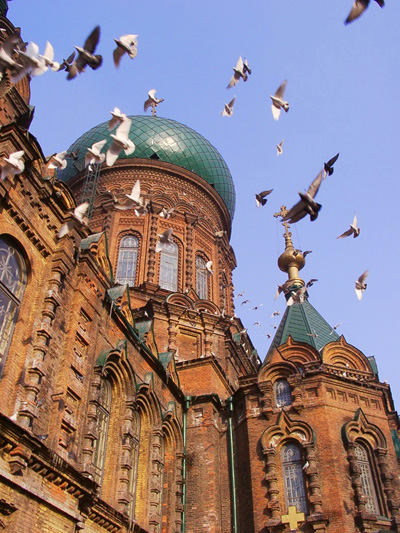
Православный Софийский собор

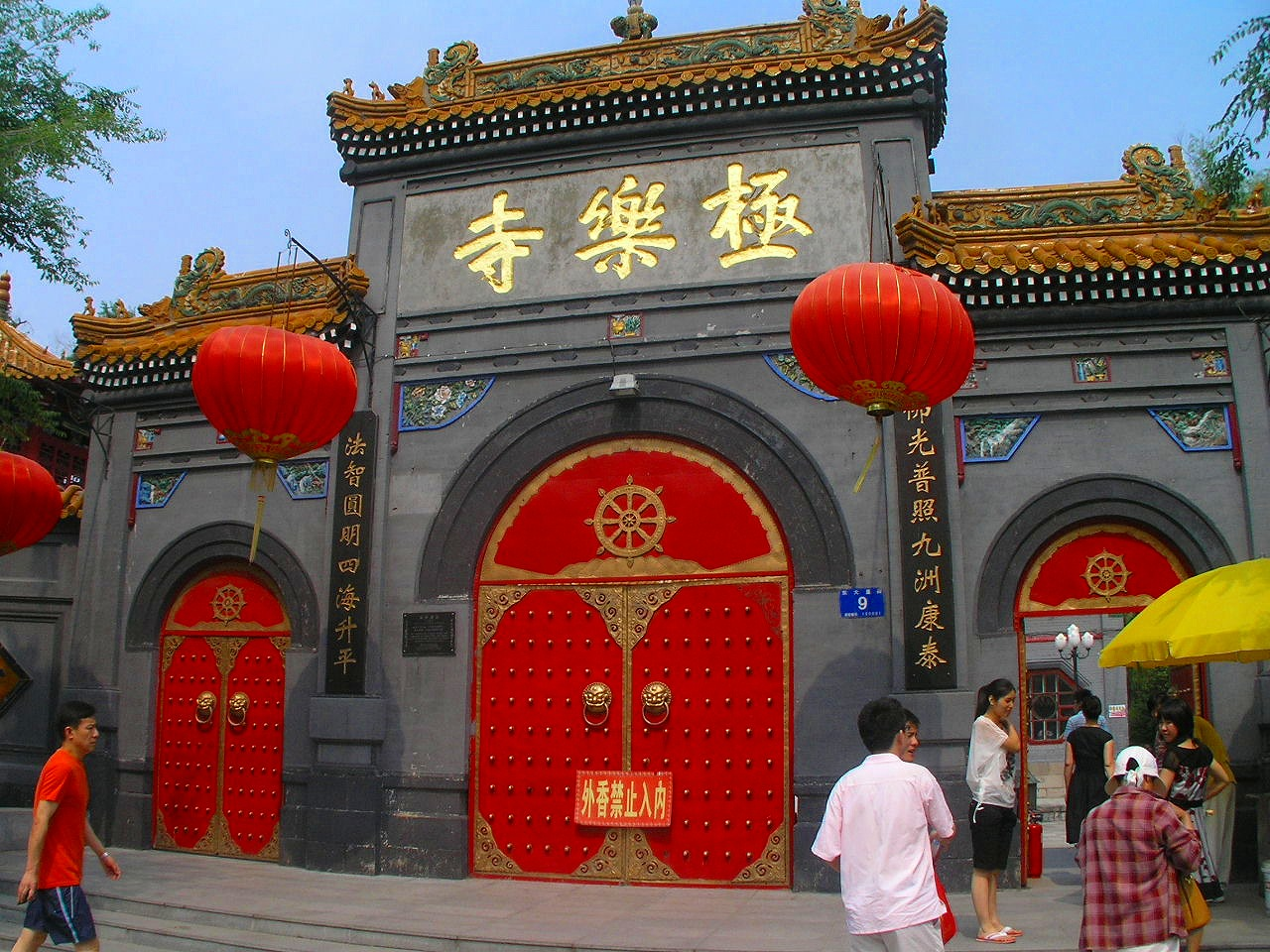
Храм Наивысшей радости

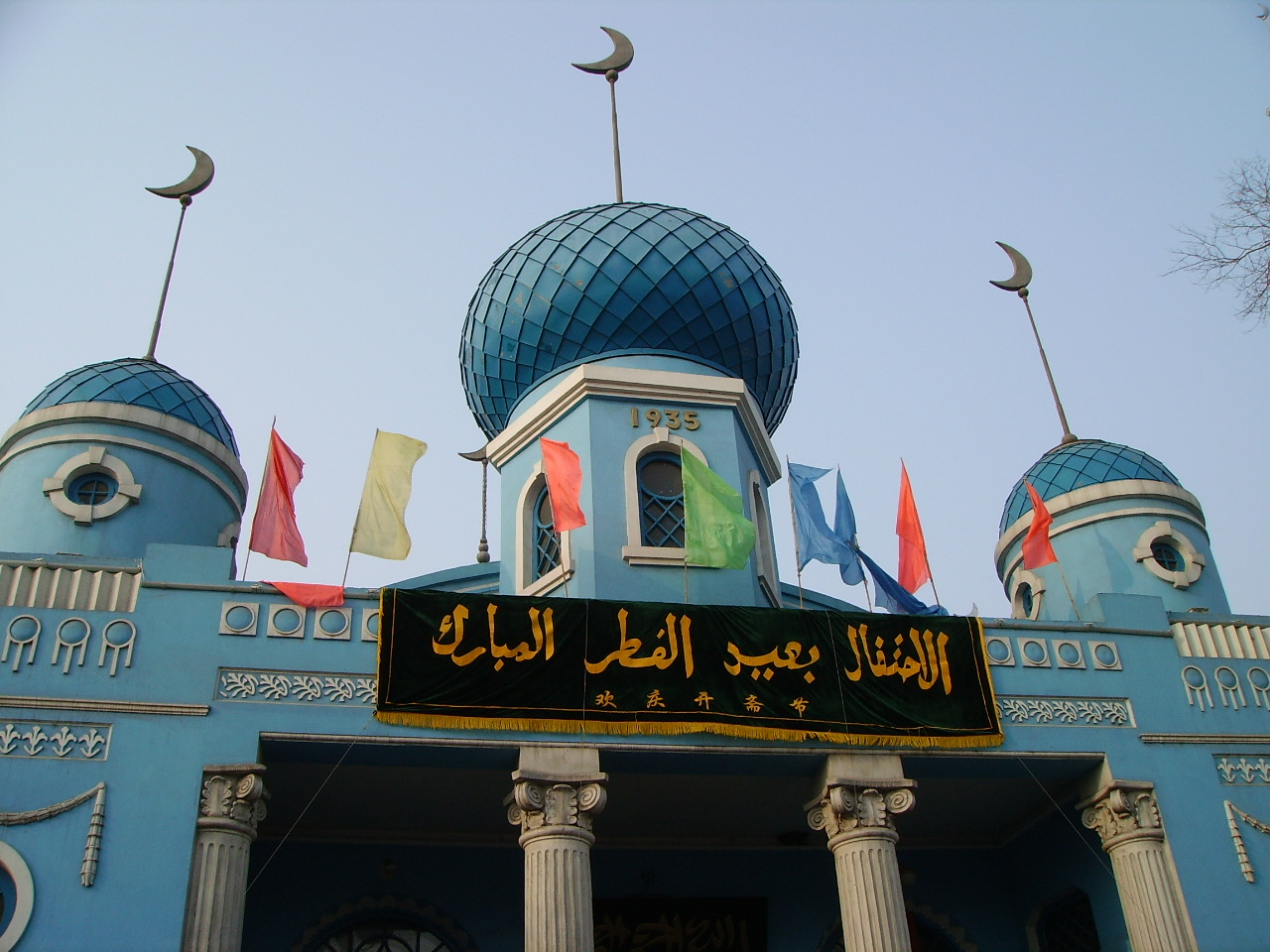
Харбинская соборная мечеть

Харбин — многоконфессиональный город. Присутствуют все мировые религии и некоторые внутренние течения.
- Православие
  - Софийский собор
  - Алексеевская церковь
  - Благовещенское подворье
  - Иверская церковь
  - Никольский собор
  - Покровская церковь

13-14 мая 2013 года Харбин посетил Патриарх Московский и всея Руси Кирилл, который отслужил литургию в Покровской церкви и посетил Софийский собор.
- Католицизм
  - Собор Святейшего Сердца Иисуса
  - Апостольский экзархат Харбина
- Протестантизм
  - Наньганская кирха[англ.]
- Иудаизм
  - Старая синагога
  - Новая синагога
- Конфуцианство
  - Харбинская кумирня[кит.]
- Буддизм
  - Храм Цзилэсы
- Ислам
  - Харбинская соборная мечеть

## Административно-территориальное деление
Город субпровинциального значения Харбин делится на 9 районов, 2 городских уезда и 7 уездов:
|                    |                |          |           |                |                        |               |                            |
| #                  | Статус         | Название | Иероглифы | Пиньинь        | Население (01.11.2010) | Площадь (км²) | Плотность населения (/км²) |
| Центральные районы |                |          |           |                |                        |               |                            |
| 1                  | Район          | Даоли    | 道里区    | Dàolǐ qū       | 923 762                | 479,2         | 1928                       |
| 2                  | Район          | Наньган  | 南岗区    | Nángǎng qū     | 1 343 857              | 182,9         | 7347                       |
| 3                  | Район          | Даовай   | 道外区    | Dàowài qū      | 906 421                | 618,6         | 1465                       |
| 4                  | Район          | Сянфан   | 香坊区    | Xiāngfáng qū   | 916 408                | 339,5         | 2699                       |
| 5                  | Район          | Пинфан   | 平房区    | Píngfáng qū    | 190 253                | 98,0          | 1941                       |
| 6                  | Район          | Сунбэй   | 松北区    | Sōngběi qū     | 236 848                | 736,3         | 322                        |
| Отдалённые районы  |                |          |           |                |                        |               |                            |
| 7                  | Район          | Хулань   | 呼兰区    | Hūlán qū       | 764 534                | 2185,9        | 350                        |
| 8                  | Район          | Ачэн     | 阿城区    | Àchéng qū      | 596 856                | 2452,1        | 243                        |
| 9                  | Район          | Шуанчэн  | 双城区    | Shuāngchéng qū | 825 634                | 3112,0        | 265                        |
| Пригороды          |                |          |           |                |                        |               |                            |
| 10                 | Городской уезд | Шанчжи   | 尚志市    | Shàngzhì shì   | 585 386                | 8824,9        | 66                         |
| 11                 | Городской уезд | Учан     | 五常市    | Wǔcháng shì    | 881 224                | 7502,0        | 117                        |
| Сельская местность |                |          |           |                |                        |               |                            |
| 12                 | Уезд           | Илань    | 依兰县    | Yīlán xiàn     | 388 319                | 4616,0        | 84                         |
| 13                 | Уезд           | Фанчжэн  | 方正县    | Fāngzhèng xiàn | 203 853                | 2968,6        | 69                         |
| 14                 | Уезд           | Биньсянь | 宾县      | Bīn xiàn       | 551 271                | 3844,7        | 143                        |
| 15                 | Уезд           | Баянь    | 巴彦县    | Bāyàn xiàn     | 590 555                | 3137,7        | 188                        |
| 16                 | Уезд           | Мулань   | 木兰县    | Mùlán xiàn     | 277 685                | 3600,0        | 77                         |
| 17                 | Уезд           | Тунхэ    | 通河县    | Tōnghé xiàn    | 210 650                | 5675,5        | 37                         |
| 18                 | Уезд           | Яньшоу   | 延寿县    | Yánshòu xiàn   | 242 455                | 3149,6        | 77                         |

## Экономика
Крупный экономический центр. В 2016 году Харбин занял 23 место среди городов Китая по объёму ВВП, который достиг 610 млрд юаней, увеличившись на 7,3 % относительно предыдущего года. Харбин зависит от тяжёлого машиностроения и перерабатывающей промышленности, то есть от старых отраслей, поэтому его включают в так называемый «ржавый пояс» Китая. В последнее время новыми локомотивами роста стали: торговля, туризм, композитные материалы и фармацевтика.

### Промышленность
В Харбине развиты машиностроение, в том числе сельскохозяйственное и энергетическое, производство оборудования для нефтяной и химической промышленностей, речное судостроение, приборостроение, станкостроение, вагоностроение, производство шарикоподшипников, химическая, текстильная, кожевенная, швейная, пищевая (сахарная, маслобойная, мукомольная, консервная), деревообрабатывающая, бумажная промышленности, производство стройматериалов. В Харбине действует пивоварня Harbin Brewery, производящая одноимённую марку пива. По объёмам выпускаемой продукции она занимает четвёртое место в Китае.

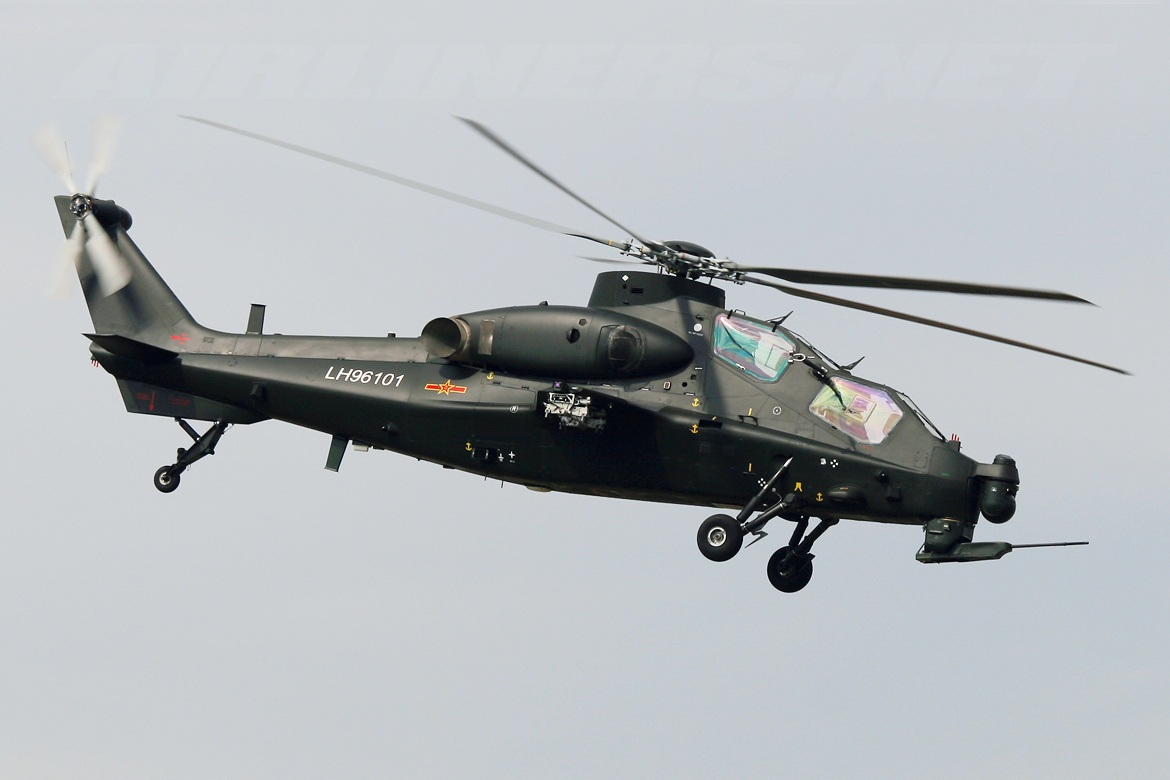
WZ-10

Базирующаяся в городе компания Harbin Aircraft Industry Group является главным в Китае производителем вертолётов и легкомоторных самолётов. Линейка военных вертолётов состоит из Z-8, WZ-10, Z-19, Z-20. Также завод выпускает гражданские вертолёты EC120, H175 и самолёты Y-12.
В Харбине расположен бронетанковый завод, выпускающий гусеничные и колёсные БТР и БМП, а также ЗСУ. Харбин — один из лидеров страны по производству энергетического оборудования, включая турбины для электростанций и ветрогенераторы (заводы Harbin Electric Corporation).
Автомобилестроение представлено заводами FAW (лёгкие грузовики), Ford и Hafei. Развивается производство электроники и оборудования виртуальной реальности (завод Harbin AVR Technology).
Производством композитных материалов заняты сразу несколько компаний: «HIT composite equipment», «Harbin Topfrp Composite», «Harbin Hafei Airbus Composite Manufacturing Center» (для самолётов Airbus).

### Банки
- Bank of China
- China Construction Bank

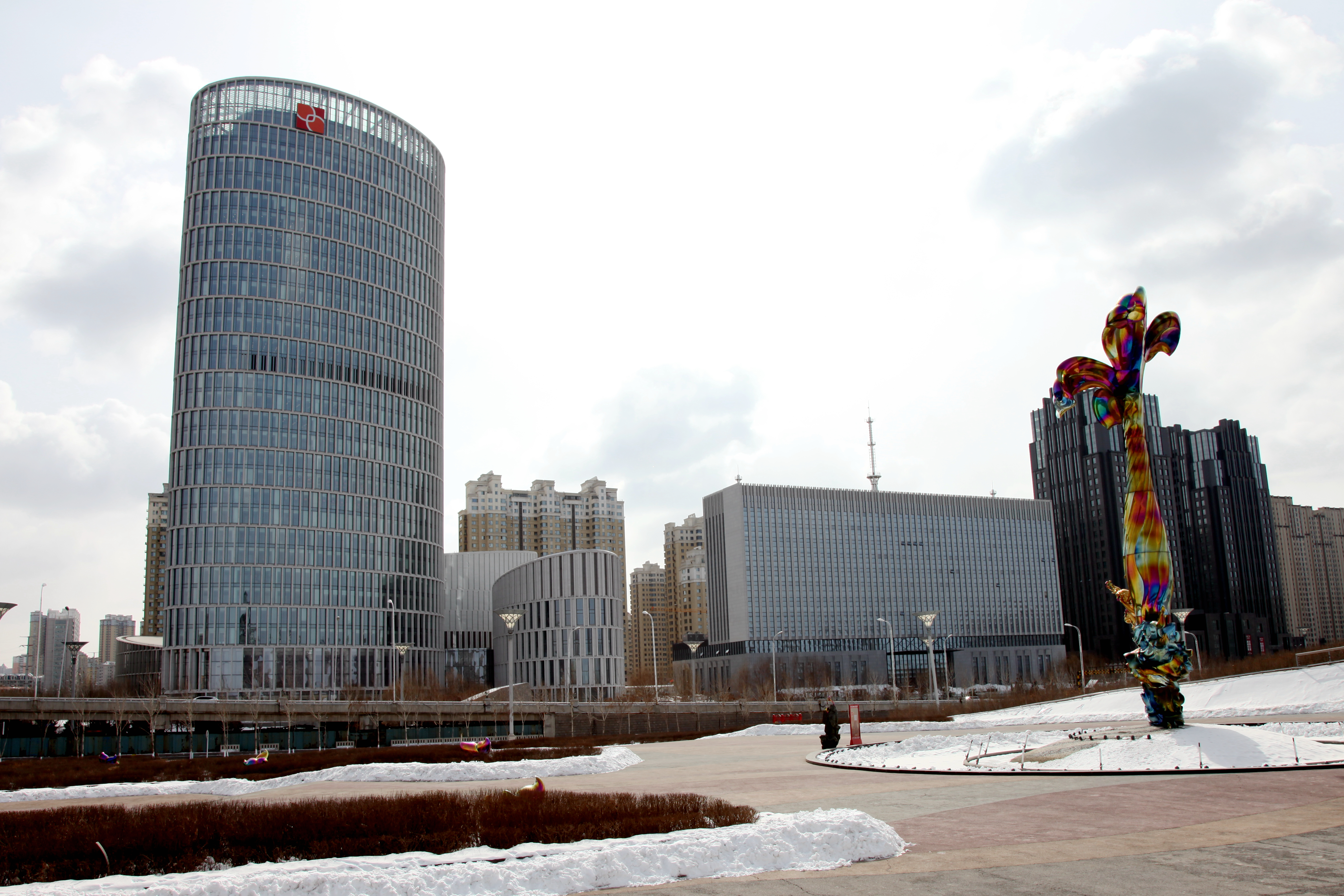
Банк Харбина

- Industrial and Commercial Bank of China
- Agricultural Bank of China
- HSBC
- Bank of East Asia
- JP Morgan

В 1997 году в городе был основан Банк Харбина.

### Внешняя торговля
В 2020 году через аэропорт Харбина прошло 140 чартерных самолётов с посылками платформ электронной торговли в Россию общим весом почти 2,79 тыс. тонн. Харбин занимает первое место по объёму перевозок мелких почтовых посылок в Россию. Он также стал лидером в Китае по количеству платформ трансграничной электронной коммерции, которые реализуют продукцию в Россию, по объёму экспортных почтовых посылок электронной торговли и по объёму трансграничного розничного экспорта в Россию.
Регулярно проводится Российско-китайская выставка в Харбине.

## Транспорт
Харбин — важный транспортный узел северо-восточного Китая. Город связан с остальным Китаем сетью автомобильных и железных дорог. Есть воздушный и речной порты. Через реку Сунгари действует канатная дорога на остров Солнца.

### Воздушный
К западу от города находится аэропорт Харбин Тайпин. Международные рейсы осуществляются в города России (от Екатеринбурга до Владивостока), в Южную Корею, Японию, Сингапур и другие страны. Внутренние рейсы направлены в крупные города Китая и небольшие аэропорты в провинции Хэйлунцзян. Растёт роль международных грузовых авиаперевозок.

### Железнодорожный

#### Междугородный
Через Харбин проходит Китайско-Восточная железная дорога. Другие значимые железнодорожные пути ведут в Хэйхэ и Цзямусы. В последние годы наблюдается бум строительства высокоскоростных линий.
| Выделенные высокоскоростные железные дороги | Выделенные высокоскоростные железные дороги | Выделенные высокоскоростные железные дороги | Выделенные высокоскоростные железные дороги | Выделенные высокоскоростные железные дороги          |
| Линия                                       | Год запуска                                 | Состояние                                   | Максимальная скорость, км/ч                 | Примечание                                           |
| ------------------------------------------- | ------------------------------------------- | ------------------------------------------- | ------------------------------------------- | ---------------------------------------------------- |
| Харбин — Далянь                             | 2013                                        | Используется                                | 350 (эксплуатационная: 200—310)             | Тестировалась с 2012 г..                             |
| Харбин — Цицикар                            | 2015                                        | Используется                                | 250                                         | Идёт вдоль КВЖД.                                     |
| Харбин — Цзямусы                            | 2018                                        | Используется                                | 200                                         | Дорога провинциального значения.                     |
| Харбин — Муданьцзян                         | 2018                                        | Используется                                | 250                                         | Идёт вдоль КВЖД. Возможно продление до Владивостока. |

Харбин является важным логистическим центром, откуда контейнеры с китайскими товарами на грузовых поездах отправляются в Россию и Западную Европу. Из Харбинского международного контейнерного центра (терминала) грузовыми поездами в Европу доставляют автомобили, химические продукты и потребительские товары.

#### Метро
С 26 сентября 2013 года в Харбине работает метрополитен. По состоянию на 2021 год сеть состоит из трёх линий. 1-я линия длиной 26 км соединяет улицу Синьцзян дацзе и Восточный вокзал Харбина. 2-я линия длиной 28,7 км проходит с севера на восток от университетского городка Цзянбэй до Метеорологической обсерватории через Северный и Центральный вокзалы. 3-я линия кольцевая, сейчас действует только её часть длиной 24,6 км. Линия проходит от Спортивного парка до станции Тайпинцяо через Западный вокзал Харбина.

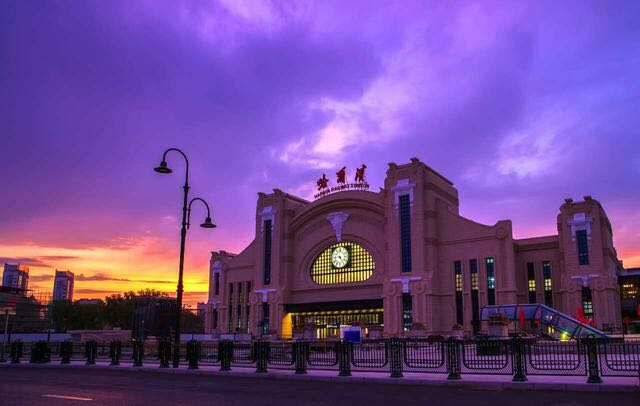
Центральный вокзал Харбина
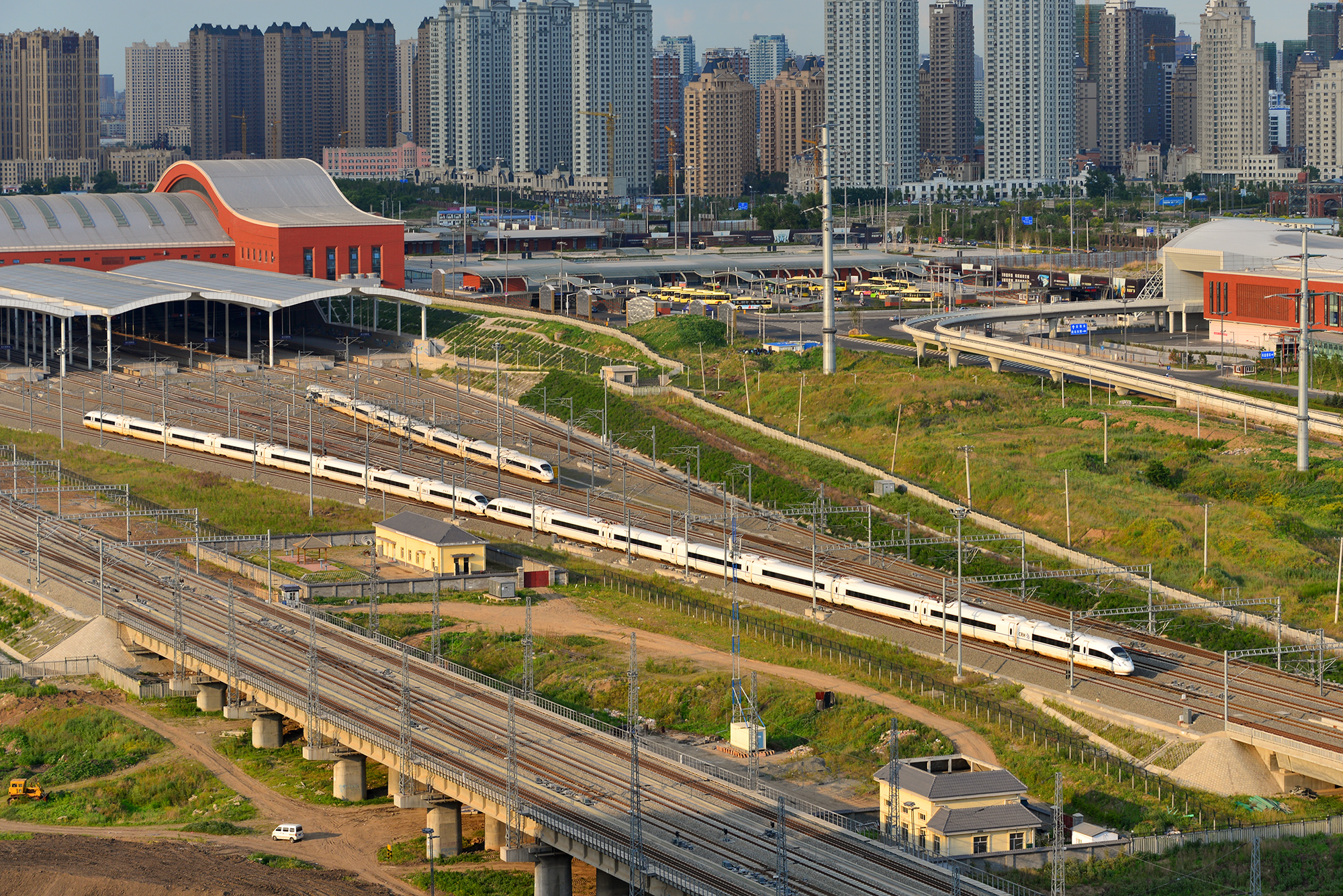
Скоростные поезда (западный вокзал)
Карта Китайско-Восточной железной дороги (КВЖД)
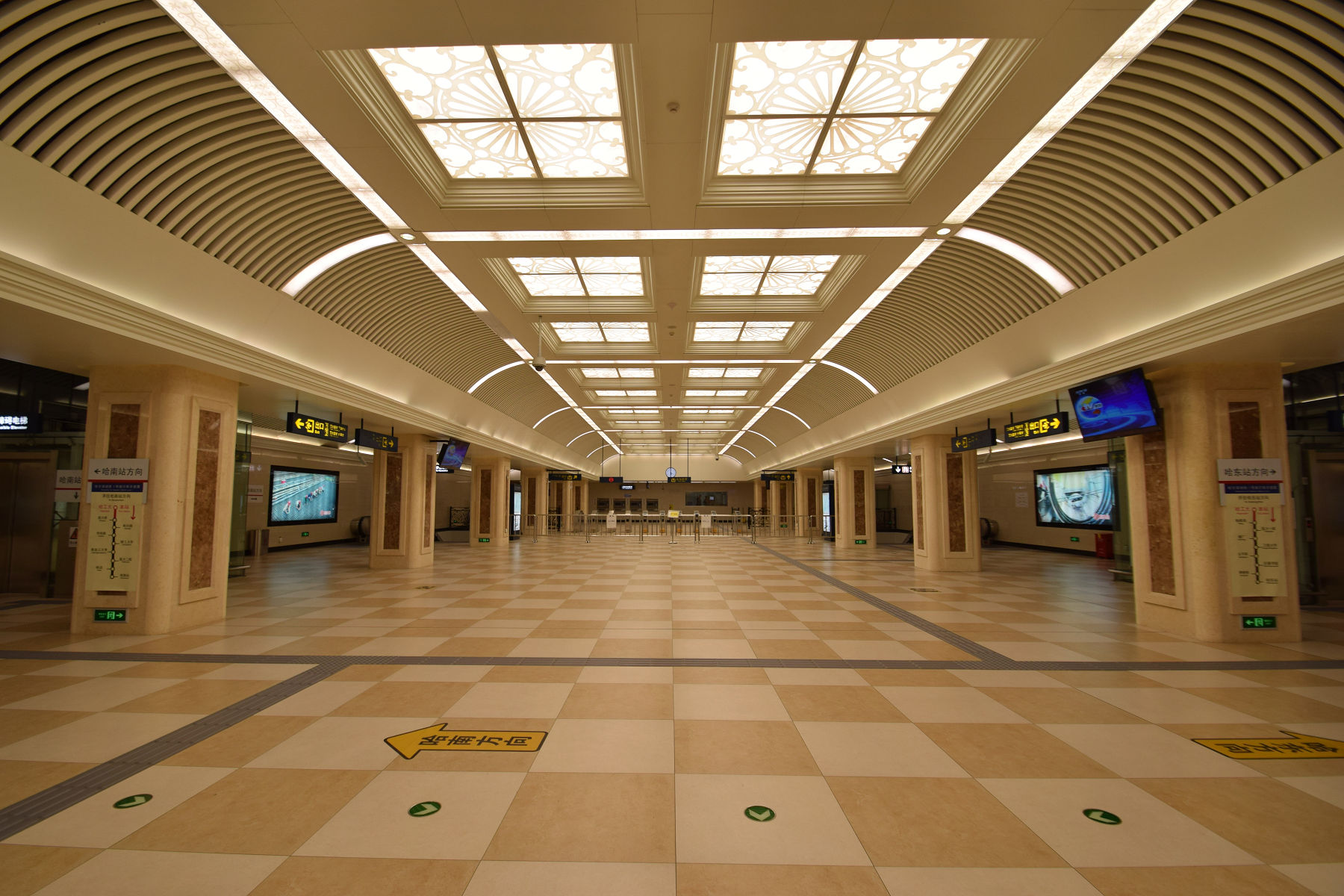
Станция метро Хагунда

### Автомобильный
Общественный транспорт состоит из автобусов и такси. Тестируется новое изобретение — автономный безрельсовый «трамвай» (ART).
С 1958 до 2008 года в Харбине действовал троллейбусный транспорт, который на пике развития насчитывал 9 маршрутов общей протяжённостью 90,35 км.
Харбин соединён с другими городами несколькими скоростными и обычными автомобильными дорогами. Список скоростных дорог: G1, G10, G1011, G1111, G1211 (строится).

## Наука
В городе находится Центральное картографическое общество КНР.
Харбинский технологический институт и Харбинский научно-исследовательский институт FRP разрабатывают космические аппараты и композитные материалы для аэрокосмической и другой промышленности.
Местная компания «Antiy Labs» создала антивирус AVL SDK, который вошёл в число лучших антивирусов для Android.
Хирурги из Харбинского медицинского университета первыми в мире пересадили голову человека на труп. Кроме того, местные учёные совместно с коллегами из США занимаются исследованием медицинских нанороботов.

## Образование
ВУЗы, в том числе университеты:

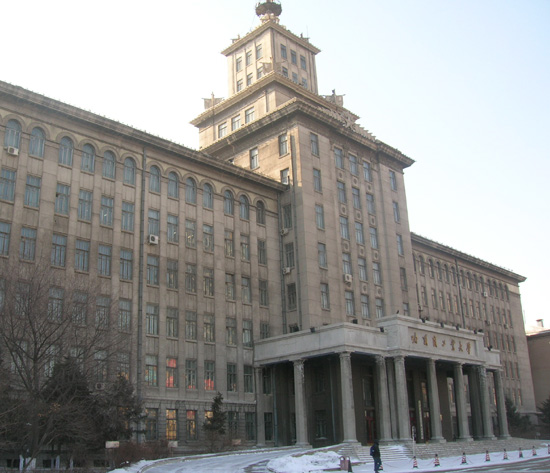
Харбинский технологический институт

- Харбинский технологический институт — 哈尔滨工业大学
- Харбинский инженерный университет — 哈尔滨工程大学
- Северо-восточный университет лесного хозяйства — 东北林业大学
- Хэйлунцзянский университет — 黑龙江大学
- Институт модернизации сельского хозяйства Академии наук КНР
- Северо-восточный сельскохозяйственный университет — 东北农业大学
- Харбинский медицинский университет — 哈尔滨医科大学
- Харбинский научно-технический университет — 哈尔滨理工大学
- Харбинский педагогический университет — 哈尔滨师范大学

Здесь учится большое количество иностранцев, прежде всего из Австралии, США, Японии, Южной Кореи, Германии, Швеции и в последнее время из России (преимущественно студенты из Якутии и Приморского края).
По версии QS World University Rankings в 2018 году лучшим ВУЗом города стал Харбинский технологический институт. Он занял 2-е место среди китайских ВУЗов по научно-исследовательской работе и 18-е (с Гонконгом) по общему баллу.

## Туризм

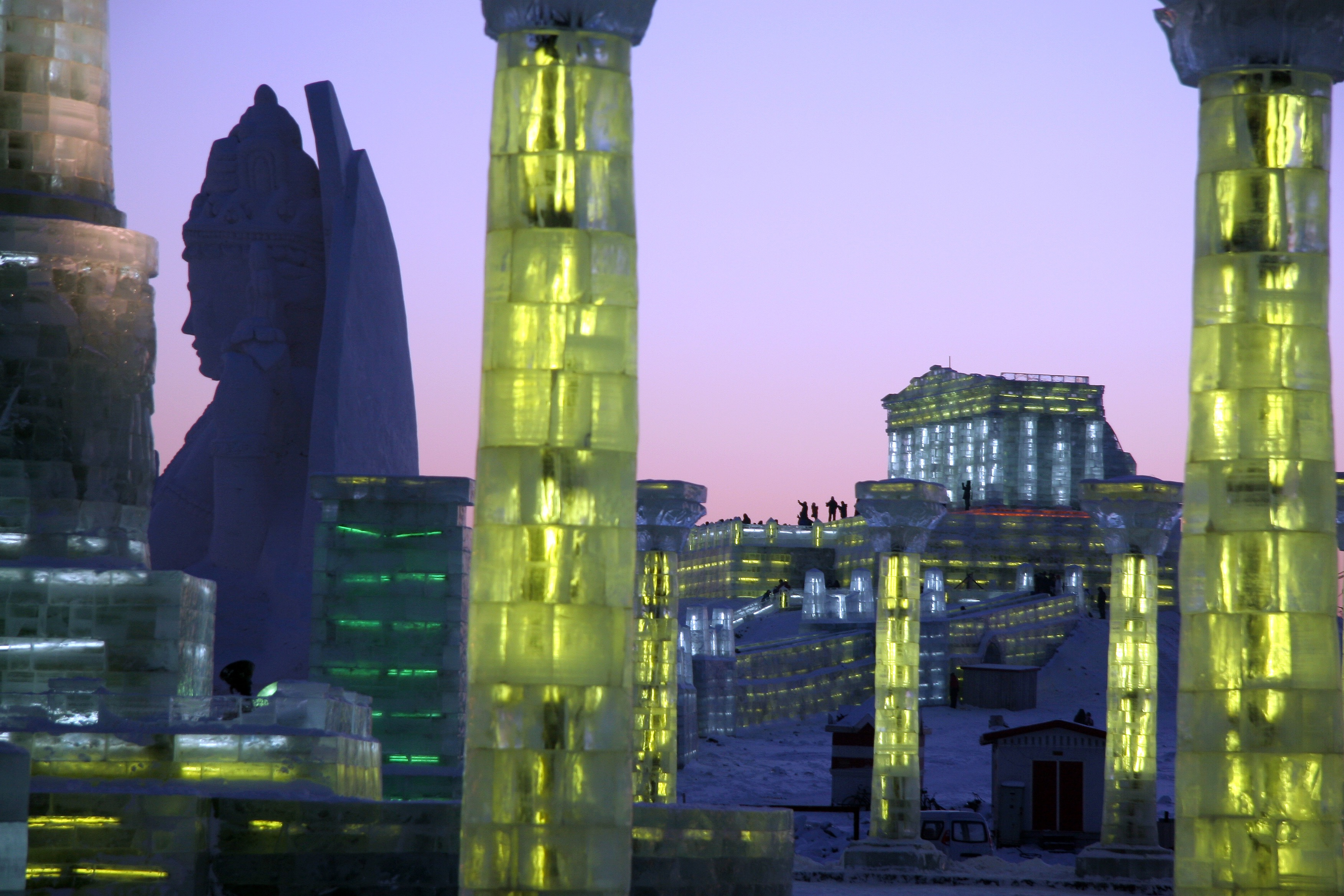
Зимний фестиваль

Туризм — бурно развивающаяся отрасль местной экономики. Например, за несколько лет появились: Харбинский оперный театр, Усадьба «Волга», крытый горнолыжный комплекс с парком развлечений «Harbin Wanda City» и новый аквапарк «Королевство Посейдона». На территории городского округа расположен горнолыжный курорт «Ябули». Транзитные туристы из 49 стран могут останавливаться в Харбине на 72 часа без получения визы.

### События
Харбин — это центр зимнего туризма страны. Наиболее узнаваемым туристическим брендом города является ежегодный зимний фестиваль ледяных и снежных скульптур. Деловыми кругами востребованы: Российско-Китайское ЭКСПО и Харбинская международная торгово-экономическая выставка.

### Достопримечательности
- Парк имени Сталина
- Детский парк, в котором расположена детская железная дорога (открыта в 1956 году) и Музей науки и техники
- Зоопарк
- Парк Музыки
- Ботанический сад
- Музей провинции Хэйлунцзян
- Научно-технический музей
- Театр оперы
- Театр драмы
- В районе Пинфан находится музей на месте Японского секретного полигона по применению бактериологического оружия (Отряд 731, с 1939)
- Центральная пешеходная улица Чжунъян — часть русского исторического наследия города.
- Софийский собор
- Башня Дракона (телебашня и метеоцентр)

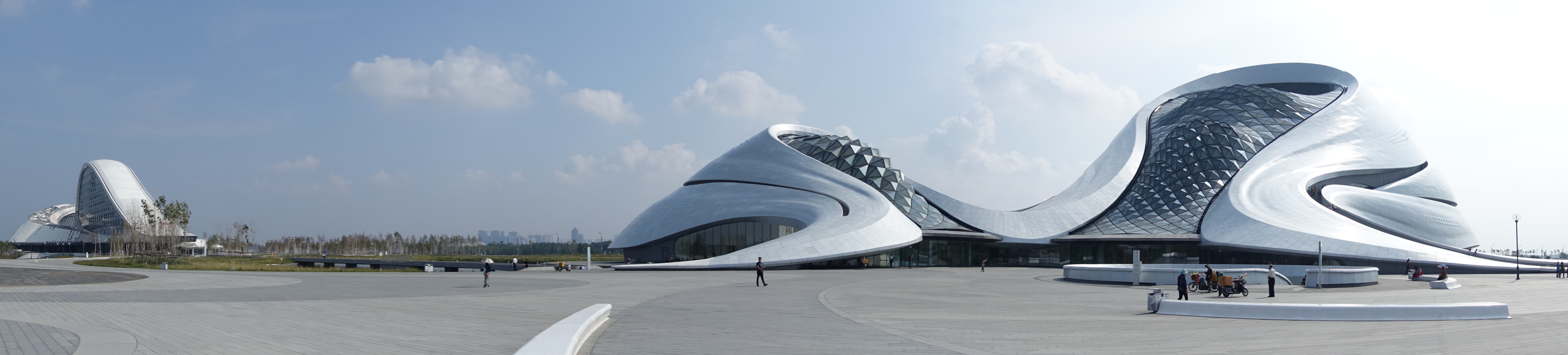
Харбинский оперный театр

- Некрополь Хуаншань

## Архитектура
Планировка прямоугольная. В центре преобладает русская архитектура начала XX века и японская застройка 1920—1940-х годов. Имеются православные Собор Святой Софии (1907 г.; с 1997 г. Дворец зодчества) и церковь Покрова (1907 г.; действующая). Обелиск Советской армии-освободительнице (1950-е гг.).
В последнее время город активно застраивается многоэтажными жилыми домами (высотой от 30 до 50 этажей). Харбин — один из немногих крупных городов Китая, в котором нет и не строятся небоскрёбы высотой от 300 м и более.

## Города-побратимы
Харбин является городом-побратимом следующих городов:
| - Ниигата, Япония (1979) - Орхус, Дания (1984) - Эдмонтон, Канада (1985) - Свердловская область, Россия (1991) - Миннеаполис, США (1992) - Хабаровск, Россия (1993) - Варшава, Польша (1993) - Плоешти, Румыния (1995) - Асахикава, Япония (1995) - Пучхон, Южная Корея (1995) - Гиватаим, Израиль (1999) - Экурхулени, ЮАР (2001) - Красноярск, Россия (2003) - Даугавпилс, Латвия (2003) - Салвадор, Бразилия (2003) - Гриффит, Австралия (2005) - Южное Таранаки, Новая Зеландия (2005) | - Рованиеми, Финляндия (2006) - Ньиредьхаза, Венгрия (2006) - Риччоне, Италия (2006) - Якутск, Россия (2007) - Кагаян-де-Оро, Филиппины (2007) - Пунта-Аренас, Чили (2007) - Чиангмай, Таиланд (2008) - Аррас, Франция (2008) - Винер-Нойштадт, Австрия (2008) - Магдебург, Германия (2008) - Краснодар, Россия (2008) - Сандерленд, Великобритания (2009) - Округ Фэрфакс, США (2010) - Челябинск, Россия (2012) - Гомель, Беларусь (2015) - Мурманск, Россия (2015) |